# The Surrogate
The Surrogate è un film canadese del 1984 scritto, diretto e prodotto da Don Carmody.

## Trama
Una coppia di coniugi benestante Frank Waite e Anouk Van Derlin si consultano con una sessuologa Lee Waite, che aumenta le tensioni tra loro. Nel frattempo, la polizia indaga su una serie di omicidi notturni.